# Gotthelffriedrichsgrund
Gotthelffriedrichsgrund ist ein zur Ortschaft Bieberstein gehöriger Ortsteil der Gemeinde Reinsberg im Landkreis Mittelsachsen, Sachsen. Er wurde am 1. Oktober 1934 nach Burkersdorf eingemeindet, mit dem er am 1. Juli 1950 nach Bieberstein und am 1. März 1994 zur Gemeinde Reinsberg kam. 

## Geografie

### Lage
Gotthelffriedrichsgrund liegt im östlichen Ausläufer des Erzgebirgsvorlandes, zwischen der Freiberger Mulde im Westen und der Bobritzsch im Osten.

### Nachbarorte
| Burkersdorf                  |                                             | Reinsberg          |
|                              | Kompassrose, die auf Nachbargemeinden zeigt |                    |
| Teichhäuser (zu Rothenfurth) |                                             | Krummenhennersdorf |

## Geschichte
Gotthelffriedrichsgrund hat einen der längsten Ortsnamen Deutschlands (ohne Bindestrich) und wahrscheinlich den längsten in Sachsen. Der Ort wurde um 1670 als Bergarbeitersiedlung von Gotthelf Friedrich von Schönberg (1631–1708), dem Besitzer des Schlosses Bieberstein, gegründet. 1685 erhielt die Siedlung den Namen Gotthelffriedrichsgrund. Im Laufe der Jahre erfolgten eine Reihe von Umbenennungen. So wurde der Ort 1719 in Gotthelff Friedrichs Grund umbenannt, um 1786 in Neudörfel, genannt Gotthelff-Friedrichs-Grund umbenannt zu werden. Im Jahre 1875 erfolgte eine erneute Umbenennung in Gotthelffriedrichsgrund (Neudörfchen bei Bieberstein).
Die Grundherrschaft über den Ort lag bis 1856 beim Schloss Bieberstein. Gotthelffriedrichsgrund gehörte bis 1836 zum kursächsischen bzw. königlich-sächsischen Kreisamt Meißen. Ab 1836 gehörte der Ort kurzzeitig zum Kreisamt Freiberg. 1856 wurde Gotthelffriedrichsgrund dem Gerichtsamt Nossen und 1875 der Amtshauptmannschaft Meißen angegliedert.
Am 1. Oktober 1934 erfolgte die Eingemeindung nach Burkersdorf und am 1. Juli 1950 die Eingemeindung der Gemeinde Burkersdorf mit seinem Ortsteil nach Bieberstein. Durch die zweite Kreisreform in der DDR kam Gotthelffriedrichsgrund als Ortsteil von Bieberstein im Jahr 1952 zum Kreis Freiberg im Bezirk Chemnitz (1953 in Bezirk Karl-Marx-Stadt umbenannt), der ab 1990 als sächsischer Landkreis Freiberg fortgeführt wurde. Am 1. März 1994 wurde die Gemeinde Bieberstein mit ihren Ortsteilen Burkersdorf und Gotthelffriedrichsgrund nach Reinsberg eingemeindet. Sie bildet seitdem eine von fünf Ortschaften der Gemeinde Reinsberg.  
2007 wurde Gotthelffriedrichsgrund nach einem Bürgerbegehren wieder eigenständiger Ortsteil. Seit 2008 gehört Gotthelffriedrichsgrund zum Landkreis Mittelsachsen.

### Einwohnerentwicklung
| - 1834 – 144 - 1871 – 149 - 1890 – 136 | - 1910 – 94 - 1925 – 92 - 2007 – 91 |